# Fungen
Fungen är en sjö i Eksjö kommun i Småland och ingår i Emåns huvudavrinningsområde. Sjön har en area på 0,0505 kvadratkilometer och ligger 158 meter över havet. Sjön avvattnas av vattendraget Silverån (Brusaån).

## Delavrinningsområde
Fungen ingår i det delavrinningsområde (638702-147940) som SMHI kallar för Ovan Svartsjöbäcken. Avrinningsområdets medelhöjd är 198 meter över havet och ytan är 52,98 kvadratkilometer. Räknas de 12 delavrinningsområdena uppströms in blir den ackumulerade arean 222,88 kvadratkilometer. Silverån (Brusaån) som avvattnar avrinningsområdet har biflödesordning 2, vilket innebär att vattnet flödar genom totalt 2 vattendrag innan det når havet efter 144 kilometer. Delavrinningsområdet består mestadels av skog (76 procent) och jordbruk (11 procent). Avrinningsområdet har 0,32 kvadratkilometer vattenytor vilket ger det en sjöprocent på 0,5 procent. Bebyggelsen i området täcker en yta av 0,67 kvadratkilometer eller 1 procent av avrinningsområdet.